# Alolactosa
Alolactosa es un disacárido similar a la lactosa.  Consiste en los monosacáridos D-galactosa y D-glucosa unidos por un enlace glucosídico β1-6 en lugar del β1-4 de la lactosa. Puede producirse a través de la trasglicosilación de la lactosa por la β-galactosidasa.
Es el verdadero inductor del operón lac en Escherichia coli. 